# Irina Rosikhina
Irina Rosikhina, en russe : Ири́на Роси́хина ,née le 11 mai 1975 à Kamensk-Chakhtinski, est une athlète russe spécialiste du 400 mètres. 

## Carrière

### Palmarès
| Date | Compétition                    | Lieu      | Résultat | Épreuve               |
| ---- | ------------------------------ | --------- | -------- | --------------------- |
| 1998 | Goodwill Games                 | Uniondale | 7e       | 400 mètres            |
| 1998 | Goodwill Games                 | Uniondale | 3e       | Relais 4 × 400 mètres |
| 1999 | Jeux mondiaux militaires       | Zagreb    | 1re      | 400 mètres            |
| 2000 | Championnats d'Europe en salle | Gand      | 1re      | Relais 4 × 400 mètres |
| 2001 | Championnats du monde          | Edmonton  | 3e       | Relais 4 × 400 mètres |
| 2005 | Championnats d'Europe en salle | Madrid    | 3e       | 400 mètres            |
| 2005 | Championnats d'Europe en salle | Madrid    | 1re      | Relais 4 × 400 mètres |

### Records
| Épreuve    | Performance | Lieu  | Date            |
| ---------- | ----------- | ----- | --------------- |
| 200 mètres | 23 s 31     | Toula | 12 juillet 2005 |
| 400 mètres | 50 s 66     | Toula | 30 juillet 2004 |